# Peucedanum calcareum
Peucedanum calcareum là một loài thực vật có hoa trong họ Hoa tán. Loài này được Albov miêu tả khoa học đầu tiên.